# Kosonsoy
Kosonsoy, également orthographié Kasansay, (en ouzbek : Kosonsoy / Косонсой ; en tadjik : Косонсой, en russe : Касансай) ou simplement, Kasan, (anciennement Kathan) est une ville d'Ouzbékistan située dans la province de Namangan.
La ville est la capitale du district du même nom.

## Patrimoine
- Mosquée Kosonsoy